# 村田邦彦
村田 邦彦（むらた くにひこ、1941年7月10日 - 2017年4月9日）は、日本の料理人、実業家。株式会社ピエトロ創業者。元同社代表取締役社長。

## 人物・経歴
福岡県福岡市博多区出身。1960年福岡県立福岡中央高等学校卒業。1964年福岡大学商学部卒業。1980年親不孝通りに洋麺屋ピエトロを創業し、オーナーシェフとなる。1985年株式会社ピエトロ設立、同社代表取締役社長。2002年に東京証券取引所市場第二部に上場。2007年には取引先の日清オイリオグループと資本業務提携を締結した。2010年に役員報酬の個別開示が始まった際は、九州の主要企業ではイフジ産業の藤井徳夫とともに1億円以上の役員報酬を受けたことが話題になった。2012年総合メディカル創業者の小山田浩定らと福岡市創業者応援ファンドを設立。2015年東京証券取引所市場第一部に市場変更。グローバル化のため工場改修などを進めたが、2017年に肺がんのため社長在任のまま死去し、ホテルオークラ福岡でピエトロ主催のお別れの会が開かれた。

## 著書
- 『はじまりは一軒のレストラン: ピエトロ成功物語』毎日新聞出版 2015年